# Jordan Callahan
Jordan Alexander Callahan (Atlanta, 21 ottobre 1990) è un cestista statunitense.

## Palmarès
- Supercoppa d'Olanda: 1

Donar Groningen: 2018